# Black Box (musikgrupp)
För andra betydelser, se Black box (olika betydelser).
Black Box var en italiensk housemusikgrupp som var populär på 1980-talet och tidigt 1990-tal.